# سي. إس. لويس
كليف ستيبلز «جاك» لويس (بالإنجليزية: Clive Staples "Jack" Lewis)‏ كاتب وباحث إيرلندي وُلد في 29 نوفمبر 1898 وتوفي في 22 نوفمبر 1963. تنوعت اهتماماته بين أدب القرون الوسطى وعلم العقائد في المسيحية والنقد الأدبي والبث الإذاعي والعلاقة الافتراضية بين الخير والشر، بالإضافة إلى سلسلة الأطفال الشهيرة التي كتبها، سجلات نارنيا، وكتب خيالية أخرى مثل رسائل سكروتيب وثلاثية الفضاء.
كان لويس صديقاً حميماً لج. ر. ر. تولكين، مؤلف سيد الخواتم. وكان كلاهما شخصيتين بارزتين في كلية الإنجليزية في جامعة أوكسفورد وفي المجموعة الأدبية غير الرسمية في أوكسفورد التي كانت معروفة بالإنكلينجز. وحسب مذكراته تحت عنوان «أدهشني الفرح،» كان لويس قد تعمد في كنيسة أيرلندا عند الولادة، ولكنه ارتد عن إيمانه في سن المراهقة. وبفضل تأثير تولكين وغيره من الأصدقاء، رجع لويس إلى المسيحية في الثلاثين من عمره، وأصبح عضواً عادياً في كنيسة إنجلترا. وقد أثر تحوله الديني تأثيراً عميقاً على عمله، وجلبت له اذاعاته في زمن الحرب العالمية الثانية بشأن المسيحية شهرة واسعة.
في 1956، تزوج لويس من الكاتبة الأمريكية جوي جريشام، التي كانت أصغر منه ب17 سنة، والتي توفيت بعد 4 سنوات بسبب السرطان في الـ45 من عمرها.
وتوفي لويس 3 سنوات فيما بعد بسبب أزمة قلبية، ما كان أسبوعاً واحداً قبل عيد ميلاده ال65. وكانت التغطية الإعلامية بسيطة، نظراً لتزامن وفاته مع اغتيال جون إف كينيدي ووفاة ألدوس هكسلي.
تُرجمت أعمال لويس بأكثر من 30 لغة، كما بيعت ملايين النسخ منها عبر السنين. وكانت سجلات نارنيا الأكثر مبيعًا، وتم تعميمها في أشكال مسرحية وتلفزيونية والإذاعية وسينمائية.

## السيرة الذاتية

### الطفولة
ولد سي. إس لويس في بلفاست، أيرلندا، في 29 نوفمبر 1898. كان والده «ألبرت جيمس لويس» (1863-1929)، المحامي الذي جاء والده «ريتشارد» إلى أيرلندا قادما من ويلز خلال منتصف القرن ال19. كانت والدته فلورنس أوغستا لويس (1862-1908)، والمعروفة باسم فلورا، ابنة كاهن كنيسة أيرلندا (الانجليكانية). وله أخ أكبر، ارن هاميلتون لويس. في سن الرابعة، بعد وقت قصير من مقتل كلبه جاكسي بحادث سيارة، أعلن أن اسمه الآن جاكسي. في البداية قال انه لن يرد على أي اسم آخر، ولكن قبل لاحقا اسم جاك، وهو الاسم الذي كان معروف به لدى أصدقاءه وعائلته لبقية حياته. عندما كان في السابعة، انتقلت عائلته إلى «ليتل ليا»، ومنزل العائلة الذي قضى فيه طفولته، في Strandtown منطقة شرق بلفاست.
عندما كان صبيًا، كان لويس مفتون بمجسمات الحيوانات. وقع في حب قصص بياتريكس بوتر وكثيرا ما كتب قصصه الخاصة عن الحيوانات. خلق هو وشقيقه وارني عالم بوكسن، الذي تسكنه وتديره الحيوانات. لويس أحب القراءة؛ ومنزل والده كان مليئًا بالكتب، وشعر أن العثور على كتاب للقراءة كان بسهولة أن يمشي في حقل و«يعثر على ورقة نبات جديدة وسط العشب».
تلقى لويس تعليمه على يد مدرسين خصوصيين قبل أن يتم إرساله إلى مدرسة ينيارد في واتفورد، هيرتفوردشاير في عام 1908 بعد وفاة والدته بمرض السرطان. وكان شقيق لويس قد التحق بها قبل ثلاث سنوات. لم يمض وقت طويل حتى تم إغلاق المدرسة بعد ذلك نظرا لعدم وجود تلاميذ وتحولت إلى مستشفى للأمراض النفسية. التحق لويس بعد ذلك بكلية كامبل في شرق بلفاست نحو ميل من منزله، لكنه غادر بعد بضعة أشهر بسبب مشاكل في التنفس. وبعد ذلك أرسل إلى المدينة الصحية منتجع مالفيرن، حيث ارتاد مدرسة «بيت شيربورج» الإعدادية. وكان خلال هذا الوقت أن تخلى لويس عن الإيمان المسيحي الذي عاشه في طفولته وأصبح ملحدا، ليصبح مهتما بالأساطير والسحر والتنجيم. وفي سبتمبر 1913، التحق لويس بكلية مالفيرن. وجد المدرسة قادرة على المنافسة اجتماعيا. وبعد أن ترك مالفيرن، درس بشكل خاص مع وليام تي. كيركباتريك، المعلم والده القديم ومدير كلية ورغان السابق.
عندما أصبح مراهقا، فُتن لويس بكل عجيب من أغاني وأساطير ما أسماه Northernness، وهو الأدب القديم من الدول الاسكندنافية المحفوظ في الملاحم الآيسلندية. هذه الأساطير كثفت اشتياقه الداخلي الذي دعاه في وقت لاحق «الفرح». نشأ أيضا على حب الطبيعة؛ حيث جعله جمالها يتذكر قصص الشمال التي ذكرته بجمال الطبيعة. انتقلت كتاباته في سن المراهقة بعيدا عن حكايات بوكسن، وبدأ باستخدام أشكال فنية مختلفة، بما في ذلك الشعر الملحمي والأوبرا ليصبحا اهتمامه الجديد الذي حصل عليه في الميثولوجيا الإسكندنافية والعالم الطبيعي. درس مع كيركباتريك ليغرس فيه حب الأدب اليوناني والأساطير مما شدد من مهارات التفكير والمناقشة لديه. في عام 1916، حصل لويس على جائزة المنحة الدراسية بكلية جامعة أكسفورد. قبل أن يُسمح له بارتياد أكسفورد، جُنّد لويس في الحرب العالمية الأولى. خبرته وسط أهوال الحرب ثبتت قناعته بالإلحاد.

### حياتي الأيرلندية
اختبر لويس صدمة ثقافية معينة عند وصوله إلى إنجلترا، وكتب لويس في أتعجب من الفرح": "لا يوجد رجل إنكليزي سوف يكون قادرعلى فهم انطباعاتي الأولى لإنجلترا"، اللهجات الإنكليزية الغريبة التي كنت محاطا بها تبدو مثل أصوات الشياطين. ولكن ما كان أسوأ هي المناظر الطبيعية هناك؛ ... لقد صنعت خلافا منذ ذلك الوقت؛ ولكن في تلك اللحظة كنت أكن بداخلي كراهية لإنجلترا التي استغرق سنوات عديدة للشفاء منها.
من الصبا، انغمس لويس بنفسه في اليونانية، وبعد ذلك في الأساطير الأيرلندية والأدب، وأظهر اهتمامًا باللغة الأيرلندية.

### الحرب العالمية الأولى وجامعة أكسفورد
بعد وقت قصير من دخول لويس جامعة أكسفورد في صيف عام 1917، التحق بفيلق تدريب الضباط في الجامعة باعتباره «طريقه الواعد إلى الجيش». من هناك أُخذ إلى كتيبة تلامذة الضباط كي يخضع للتدريب. بعد انتهاء تدريبه، كلّف ملازمًا ثانيًا في الكتيبة الثالثة من مشاة سومرست الخفيفة التابعة للجيش البريطاني. في عيد ميلاده التاسع عشر (يوم 29 نوفمبر 1917)، وصل إلى الخطوط الأمامية في وادي السوم في فرنسا، حيث واجه حرب الخنادق لأول مرة. في 15 أبريل عام 1918، أُصيب لويس مع اثنين من زملائه في قصف بريطاني لم يصل إلى هدفه. عانى الاكتئاب خلال فترة تعافيه، لتُعيّن خدمته بعدها في أندوفر، إنجلترا. سُرِّح في ديسمبر من العام 1918، وسرعان ما استأنف دراسته.
بعد عودة لويس إلى جامعة أكسفورد، حصل على شهادة في الأدب اليوناني واللاتيني في عام 1920، وأخرى في الفلسفة والتاريخ القديم في عام 1922، ثم اللغة الإنجليزية في عام 1923. في عام 1924، أصبح يُدرس الفلسفة في كلية أكسفورد الجامعية، وفي عام 1925، انتُخب زميلًا ومحاضرًا في الأدب الإنجليزي في كلية المجدلية، حيث عمل لمدة 29 عامًا، أي حتى عام 1954.

### جاين مور
خلال تدريبه في الجيش، تشارك لويس بالغرفة مع طالب آخر، هو إدوارد كورتناي فرانسيس «بادي» مور (1898-1918). قالت مورين مور، أخت بادي، إن الاثنين توصلا إلى اتفاق متبادل؛ إذا توفي أحدهما خلال الحرب، فإن الناجي سيعتني بكلتا عائلتيهما. قُتل بادي في أثناء الخدمة عام 1918 وحافظ لويس على وعده. كان بادي قد عرّف لويس على والدته جين كينغ مور في وقت سابق، وسرعان ما نشأت صداقة بين لويس، الذي كان عمره 18 عامًا عندما التقيا، وجين التي كانت تبلغ من العمر 45 عامًا. كانت الصداقة مع مور مهمة جدًا بالنسبة إلى لويس بينما كان يتعافى من جروحه في المستشفى، لأن والده لم يزره.
عاش لويس مع مور ورعاها إلى أن دخلت المستشفى أواخر أربعينيات القرن الماضي. عرّف عنها دومًا على أنها والدته وطوّر صداقة حميمة معها. توفيت والدة لويس عندما كان طفلًا، وكان والده بعيدًا وغريب الأطوار.

ظهرت تكهنات من جديد بشأن علاقتهما مع نشر سيرة لويس أيه إن. ويلسون لعام 1990. لطالما حاول ويلسون (الذي لم يقابل لويس قط) تقديم الإثنين على أنهما من العشاق. لم تكن سيرة ويلسون أول من تناول مسألة علاقة لويس بمور. كان جورج ساير يعرف لويس لمدة 29 عامًا، وقد سعى إلى تسليط الضوء على العلاقة بينهما قبل اعتناق لويس المسيحية. كتب في سيرته:
هل كانا عشيقَين؟ قال أوين بارفيلد، الذي كان يعرف جاك جيدًا في عشرينيات القرن الماضي، ذات مرة إنه يعتقد أن احتمال ذلك 50%. على الرغم من أنها كانت تكبر جاك بستة وعشرين عامًا، فقد كانت لا تزال امرأة وسيمة، وكان مفتونًا بها بكل تأكيد. لكن إذا كانا عشيقين فسيبدو ذلك غريبًا جدًا، خاصة أنه يناديها «أمي». نحن نعلم أيضًا أنهما لم يتشاركا الغرفة نفسها.
بدّل ساير رأيه بسيرته الصادرة عام 1997 قائلًا:
كان عليّ أن أغير رأيي في علاقة لويس مع السيدة مور. كتبت في الفصل الثامن من هذا الكتاب أنني لست متأكدًا مما إذا كانا عشيقين. الآن، بعد أحاديث مع مورين ابنة السيدة مور، وبعد النظر في الطريقة التي رُتّبت بها غرفتا النوم الخاصتان بهما في «ذا كيلنز»، أنا متأكد تمامًا من أنهما كذلك.

## وصلات خارجية
- سي. إس. لويس على موقع IMDb (الإنجليزية)
- سي. إس. لويس على موقع الموسوعة البريطانية (الإنجليزية)
- سي. إس. لويس على موقع مونزينجر (الألمانية)
- سي. إس. لويس على موقع ميوزك برينز (الإنجليزية)
- سي. إس. لويس على موقع إن إن دي بي (الإنجليزية)
- سي. إس. لويس على موقع ديسكوغز (الإنجليزية)
- سي. إس. لويس على موقع قاعدة بيانات الفيلم (الإنجليزية)
- سي. إس. لويس  على قاعدة بيانات الخيال التأملي على الإنترنت